# جيوسياسية
الجيوسياسية أو الجيوبوليتيك مصطلح تقليدي ينطبق في المقام الأول على راوية عمران، فهـو علم دراسة تأثير الأرض (برها وبحرها ومرتفعاتها وجوفها وثرواتها وموقعها) على السياسة في مقابل مسعى السياسة للاستفادة من هذه المميزات وفق منظور مستقبلي أضاف إلى الجيـوبوليتيك فرع الجيـو استراتيجيا. ولكنه تطور ليستخدم على مدى القرن الماضي ليشمل دلالات أوسع، وهو يشير تقليديًا إلى الروابط والعلاقات السببية بين السلطة السياسية والحيز الجغرافي، في شروط محددة. وغالبًا ما ينظر على أنه مجموعة من معايير الفكر الاستراتيجي والصفات المحددة على أساس الأهمية النسبية للقوة البرية والقوة البحرية في تاريخ العالم. هذا التعبير مشتق من كلمتين، جيو وهي (باليونانية: γῆْ) تعني الأرض / وكلمة السياسية (بوليتيك)
أكاديميًا، ودراسة الجغرافيا السياسية ينطوي على تحليل الجغرافيا والتاريخ والعلوم الاجتماعية مع سياسة المكان وأنماط بمقاييس مختلفة (بدءً من مستوى الدولة على الصعيد الدولي).
وقد صاغه لأول مرة العالم السويدي «رودلف كيلين» (1864-1922) للدلالة على دراسة تأثير الجغرافيا على السياسة، بعد ذلك اتخذ معاني مختلفة.

## الولايات المتحدة الأمريكية

### ألفريد ثاير ماهان والسيادة البحرية
قدم ألفريد ثاير ماهان (1840-1914) تعليقاته السياسية باستمرار بخصوص الشؤون الدبلوماسية والاستراتيجية البحرية العالمية. آمن ماهان أن تحقيق العظمة الوطنية مرتبط ارتباطًا لصيقًا بالبحر –لا سيما عبر الاستخدام التجاري للبحر في حالات السلم والسيطرة عليه في حال الحرب. استقى ماهان إطاره النظري من أنطوان-هنري جوميني، وشدّد على أن المواقع الإستراتيجية (مثل نقاط الاختناق، والقنوات، ومواقع الفحم)، مع مستويات القوة القتالية للأسطول والقابلة للتقدير الكمي، تُعتبر ملائمة لفرض السيطرة على البحر. قدّم ماهان ستة شروط تحتاجها أيما دولة لتحوز على السيادة البحرية:
1. الموقع الجغرافي المناسب.
2. صلاحية السواحل للاستعمال، ووفرة الموارد الطبيعية، وملاءمة المناخ.
3. امتداد رقعة الأرض.
4. عدد سكان كبير يكفي للدفاع عن أرضهم.
5. مجتمع يتمتع بقابلية العمل في البحر والمشاريع التجارية.
6. بالإضافة إلى حكومة ذات نفوذ ومَيل إلى السيطرة البحرية.[5]

وضع ماهان تمييزًا لمنطقة رئيسية في العالم ضمن السياق الأوراسي، وهي المنطقة الوسطى من آسيا الواقعة بين خطي العرض 30 درجة و 40 درجة شمالًا والممتدة بين آسيا الصغرى واليابان. توجد في هذه المنطقة دول حافظت على استقلالها –تركيا، وبلاد فارس، وأفغانستان، والصين، واليابان. اعتبر ماهان تلك الدول الواقعة بين مناطق نفوذ بريطانيا وروسيا كأنها بين المطرقة والسندان. بالمفاضلة بين بريطانيا وروسيا، اعتبر ماهان أن روسيا هي مَن تشكّل أكبر تهديد لمصير آسيا الوسطى. كان ماهان معجبًا بحجم روسيا الممتد عبر القارات وموقعها الاستراتيجي المناسب للتوسع جنوبًا. لهذا السبب رأى ضرورةَ أن تقاوم «السيادة البحرية» الأنجلو-ساكسونية روسيا.

### هومر ليا
أكد هومر ليا في كتابه يوم الساكسون المنشور في العام 1912، أن العرق الأنجلو-سكسوني بأكمله يواجه تهديدًا من العرق الجرماني (التيوتوني)، والروسي (السلافي)، والتوسعية اليابانية: فالعلاقة «القاتلة» بين روسيا، واليابان، وألمانيا «قد اتخذت الآن بضغط من القوى الطبيعية هيئة تحالف موجه ضد استمرار السيادة السكسونية». وهو ما يُعتبر «حلفًا ثلاثيًا مخيفًا». اعتقد ليا أنه في الوقت الذي تتجه فيه اليابان ضد الشرق الأقصى وروسيا ضد الهند، فإن الألمان سيتجهون لضرب إنجلترا، مركز الإمبراطورية البريطانية. وآمن ليا أن الأنجلو-ساكسون أمام كارثة محتمة يفرضها خصومهم المتشددون.

### كيسنجر وبريجينسكي ورقعة الشطرنج الكبرى
دفع هنري كيسنجر وزبغنيو بريجينسكي، مستشارا الأمن القومي الأمريكي المشهوران خلال فترة الحرب الباردة، دفعا في اتجاه مواصلة الاهتمام الجيوسياسي للولايات المتحدة على أوراسيا، وروسيا على الأخص، بالرغم من انهيار الاتحاد السوفيتي وانتهاء الحرب الباردة. فرض كلاهما ثقلهما في مجال الجيوسياسة بعد نهاية الحرب الباردة، وكتبا كتبًا في هذا الصدد خلال عقد التسعينيات من القرن الماضي –الدبلوماسية ورقعة الشطرنج الكبرى: الأولوية الأمريكية وضروراتها الجيوستراتيجية. وهكذا أُعيد إحياء النظريات الجيوسياسية الأنجلو-أمريكية التقليدية.
عارض كيسنجر الاعتقاد السائد بأن تفكك الاتحاد السوفيتي يعني فعليًا انتهاء النوايا العدائية وبطلان الاعتبارات السياسة الخارجية التقليدية. «سيقولون... إن روسيا، بغض النظر عمن يحكمها، تمتدّ على جانبي المنطقة التي أطلق عليها هالفورد ماكندر القلب الجيوسياسي، وأنها وارثة إحدى أقوى الإمبراطوريات». وبناءً على ذلك، ينبغي على الولايات المتحدة «الحفاظ على توازن القوى العالمي مقابل دولة ذات تاريخ طويل في سياسة التوسع الإقليمي».
في المرتبة التالية لروسيا، يتمثّل التهديد الجيوسياسي المتبقّي في ألمانيا، ومثلما كان يخشى ماكندر قبل تسعين عامًا، خشي كيسنجر من شراكتها مع روسيا. يرى كيسنجر أنه خلال الحرب الباردة أدرك جانبا المحيط الأطلسي أنه «ما لم تنخرط أمريكا بشكل حيوي في أوروبا، فإنها ستضطر فيما بعد للزج بنفسها في ظروف قد لا تحمل الخير لكلا جانبي المحيط الأطلسي. والأمر في الوقت الحالي أكثر إلحاحًا مما مضى، فقد بلغت ألمانيا درجة من القوة لا تسمح للمؤسسات الأوروبية القائمة أن تحقق التوازن بين ألمانيا وشركائها الأوروبيين مجتمعين، ولا تستطيع أوروبا، حتى بمساعدة ألمانيا، مواجهة [...] روسيا» بمفردها. وهكذا اعتقد كيسنجر أنه لن يكون في صالح أي دولة مطلقًا إذا ما كوّنت ألمانيا وروسيا شراكة تَعتبر فيها كل دولة نفسها الشريك الرئيسي. وقد يُثير ذلك مخاوف السيادة المشتركة. بدون أمريكا، لا تستطيع بريطانيا وفرنسا مواجهة ألمانيا وروسيا؛ و«بدون أوروبا، يمكن أن تصبح أمريكا... مجرّد جزيرة تقع قبالة شواطئ أوراسيا.»
لقيت رؤية نيكولاس سبيكمان لأوراسيا أشدّ التأكيد: «من الناحية الجيوسياسية، فإن أمريكا جزيرة تقع قبالة شواطئ رقعة يابسة كبرى في أوراسيا تفوق مواردها وسكانها مواردَ الولايات المتحدة بكثير. وإذا فرضت أي دولة الهيمنة على واحدٍ من مجاليّ أوراسيا الرئيسيين –أوروبا وآسيا– فنحن أمام تعريف جيد لما يُعتبر خطرًا استراتيجيًا لأمريكا، وههنا يُعتبر وجود الحرب الباردة أو عدمها سيّان. وذلك لأنه لو تحقق ذلك الاندماج فسيحظى بقدرة التفوّق على أمريكا اقتصاديًا، وفي نهاية المطاف، عسكريًا. ويجب مقاومة هكذا خطر حتى لو بدا أن القوة المهيمنة مسالمة، لأنه إذا تغيرت نواياها يومًا ما، فستجد أمريكا نفسها في موقع قوة متضائلة يحرمها من المقاومة الفعالة ويشلّها باضطراد عن رسم الأحداث». وتتمثّل المصلحة العُليا للقادة الأمريكيين في الحفاظ على توازن القوى في أوراسيا.